# ایزوبوتیل فرمات
ایزوبوتیل فرمات (به انگلیسی: Isobutyl formate) یک ترکیب شیمیایی با شناسه پاب‌کم ۱۰۹۵۷ است. 